# Кендалл, Дональд Макинтош
Дональд Макинтош «Дон» Кендалл (16 марта 1921 — 19 сентября 2020) — американский бизнесмен и политический консультант. В прошлом — генеральный директор Pepsi Cola (которая в 1965 году слилась с Frito Lay, Inc. Германа Лэя и была преобразована в PepsiCo). Занимал должность генерального директора PepsiCo с 1971 по 1986 год.

## Биография

### Ранний период жизни и образование
Кендалл родился в 1921 году в округе Клаллам, штат Вашингтон, где его семья владела молочной фермой.
В 1942 году Кендалл поступил на службу в ВМС США и участвовал во Второй мировой войне. В качестве пилота бомбардировщика участвовал в боевых операциях на Филиппинах: в районе бухты Манила, островов Лейте и Миндоро. Награждён тремя медалями военно-воздушных сил и Крестом за лётные заслуги.
Кендалл обучался в Колледже Западного Кентукки. Он получил степень почетного доктора юридических наук в Стетсонском университете (Делэнд, Флорида), степень почетного доктора юридических наук в колледже Бабсон (Уэлсли, штат Массачусетс), степень почетного доктора юридических наук в Университете Гонзага (Спокан, штат Вашингтон). Кендалл также получил почётную степень доктора гуманитарных наук в колледже Мерси, (Доббс-Ферри, штат Нью-Йорк), Манхэттенвиллском колледже (Пёрчейс, штат Нью-Йорк), Университете штата Нью-Йорк (SUNY) (Пёрчейс, штат Нью-Йорк) и в Лонг-Айлендском университете (Бруквилл, штат Нью-Йорк).

## Профессиональная карьера

### Pepsi Cola, Inc
Кендалл устроился на работу в Pepsi Cola Company в качестве торгового представителя и поднялся до уровня вице-президента по маркетингу (1956). В 1957 году он возглавил международную деятельность Pepsi и стал президентом компании в 1963 году. В 1963 году он принял решение изменить название диетического напитка с Patio Diet Cola на Diet Pepsi. В первые годы производства «диетических» безалкогольных напитков Pepsi стала первым крупным производителем, который дал своему диетическому продукту то же имя, что носил флагманский продукт.
Кендалл привел Pepsi на рынок СССР. Он стал одним из первых американских предпринимателей, установивших деловые отношения с Советским Союзом в период разрядки в 1970-е. В 1971 и 1972 годах приезжал в Москву и провёл успешные переговоры о производстве и продаже Pepsi в СССР в обмен на закупку русской водки для продажи в США. В 2004 году был награждён орденом Дружбы президентом России Владимиром Путиным.
Кендалл способствовал созданию на территории корпоративной штаб-квартиры PepsiCo в г. Пёрчейсе скульптурных садов Дональда М. Кендалла — парка скульптур, включающего сады, тропинки и коллекцию произведений искусства, в первую очередь скульптур XX века, в том числе работы Огюста Родена, Дэвида Уинна и Александра Колдера.

### Членство в советах директоров
Кендалл принимал участие в советах директоров многих компаний и организаций, в том числе Enfrastructure, Inc., Buy.com, AmRest Holdings SE, Pan American Airways, Национального альянса предпринимателей и Grocery Manufacturers of America, Inc. Он также является основным инвестором компании по производству одежды American Giant. . Председатель совета директоров Американо-советской торговой палаты. Член правления Американо-советского торгово-экономического совета (АСТЭС).

## Общественная деятельность

### Чили
В 1970 году Кендалл организовал встречу чилийского бизнесмена и издателя Августина Эдвардса Истмана с высокопоставленными представителями администрации Ричарда Никсона, после которой президент Никсон встретился с тогдашним советником по национальной безопасности Генри Киссинджером и директором ЦРУ Ричардом Хелмсом и, согласно статье в New York Times (1976), заявил, что «Чили нужно спасти от Альенде, неважно, каким способом».

Согласно газете The Guardian : 
 «… заговор в октябре 1970 года против избранного президента Чили Сальвадора Альенде … был прямым результатом просьбы о действиях, высказанной месяцем ранее председателем совета директоров PepsiCo Дональдом Кендаллом, в двух телефонных звонках бывшему юристу компании, президенту Ричарду Никсону. Кендалл договорился о том, чтобы 15 сентября владелец чилийской компании по розливу встретился с советником по национальной безопасности Генри Киссинджером. Несколько часов спустя Никсон вызвал своего руководителя ЦРУ Ричарда Хелмса и, согласно рукописным заметкам Хелмса, приказал ЦРУ предотвратить инаугурацию Альенде». 

### Джоан Кроуфорд
У него были бурные профессиональные отношения с актрисой Джоан Кроуфорд, которая называла Кендалла «Клыком» вплоть до своей кончины в 1977 году. Кроуфорд получила место в Совете директоров Pepsi Cola в 1959 году, после смерти её мужа Альфреда Стила, который был председателем совета директоров Pepsi. Она активно продвигала бренд, путешествуя по стране и за рубежом, участвуя в открытии новых предприятий и продвижение новых продуктов. В 1973 году, когда Кроуфорд официально исполнилось 65 лет (на самом деле она была на 2-4 года старше), её принудительно исключили из состава Совета директоров компании.

### Ричард Никсон, Никита Хрущев
Кендалл был хорошо знаком с Ричардом Никсоном. Известны его фотографии с Никсоном в бытность последнего вице-президентом США, а также с Никитой Хрущёвым во время встречи, вошедшей в историю как «кухонные дебаты» в 1959 году. По настойчивой просьбе Кендалла Хрущев выпил Pepsi перед фото- и телекамерами на Американской выставке в Москве, чем способствовал рекламе этого напитка. Во времена администрации Никсона Пепси Кола всегда была фирменным напитком, который подавали в Белом доме. Разговор между Кендаллом и Никсоном в Овальном кабинете зафиксирован во втором томе стеннограмм пленок Уотергейта. На плёнке слышно, как Кендалл дает советы Никсону о том, как справиться с его сложной ситуацией. Позже Кендалл сказал журналисту в интервью, что он «разочарован» тем, как Никсон повел себя в ситуации с Уотергейтским скандалом.

## Награды
- Орден Почёта (15 февраля 2011 года, Россия) — за большой вклад в укрепление российско-американских торгово-экономических связей[9].
- Орден Дружбы (29 декабря 2003 года, Россия) — за большой вклад в укрепление российско-американского экономического сотрудничества[10].